# المعهد الوطني للفيزياء النووية وفيزياء الجسيمات
المعهد الوطني للفيزياء النووية وفيزياء الجسيمات (بالفرنسية: Institut national de physique nucléaire et de physique des particules)‏، ويسمى اختصارًا IN2P3، هو أحد أقسام المركز الوطني الفرنسي للبحث العلمي. أُسس المعهد سنة 1971، بهدف "تعزيز وتوحيد الأنشطة البحثية في مختلف مجالات الفيزياء"، ويعمل به قرابة ألف باحث وأكاديمي.

## وصلات خارجية
- الموقع الرسمي للمعهد (بالفرنسية)